# Hrvatska književnost Bosne i Hercegovine u 100 knjiga
Hrvatska književnost Bosne i Hercegovine u 100 knjiga, nakladnički je projekt koji je započet 2001. godine. Glavni urednik edicije je Mirko Marjanović. Prva knjiga objavljena u ediciji Hrvatska književnost Bosne i Hercegovine u 100 knjiga je Leksikon hrvatskih književnika Bosne i Hercegovine od najstarijih vremena do danas, a priredio ju je Mirko Marjanović. 
»U ediciju su uvršteni hrvatski književnici rodom iz Bosne i Hercegovine, kao i oni koji su rođeni izvan nje a u njoj su živjeli i stvarali. U ediciju su uvršteni samo autori s književnim ostvarenjima (pjesnici, romanopisci, pripovjedači, esejisti, književni kritičari, putopisci, dramski pisci, pisci za djecu, ljetopisci, memoaristi, autori književnih crtica i bilješki, svjedočenja i sl.), i to ne samo oni koji su svoja djela tiskali u knjigama već i oni koji to za života nisu uspjeli učiniti, osim u periodici. U ediciju nisu uključeni pisci latinskih gramatika (počev od Stjepana Marijanovića do danas), niti jezikoslovci s isklljučivo znanstvenim opusom, niti isključivo teološki pisci, filozofi i povjesničari, niti pisci muslimanskog podrijetla, koji su se nekad izjašnjavali Hrvatima, čija su imena navedena u prvoj (pilot) knjizi ovoga projekta »Leksikon hrvatskih književnika Bosne i Hercegovine od najstarijih vremena do danas«.«
Nakladnici: Ogranak Matice hrvatske u Sarajevu – HKD Napredak (2001. – 2006.), Ogranak Matice hrvatske u Sarajevu – Svjetlo riječi (2007. – 2011.), Ogranak Matice hrvatske u Sarajevu (2012. – )

## Objavljeni naslovi
| Broj | Autor(i)                                                       | Naslov                                                                                  | Priređivač(i)                    | Godina |
| ---- | -------------------------------------------------------------- | --------------------------------------------------------------------------------------- | -------------------------------- | ------ |
| 1    |                                                                | Leksikon hrvatskih književnika Bosne i Hercegovine od najstarijih vremena do danas      | Mirko Marjanović                 | 2001.  |
| 2    | Matija Divković                                                | Izbor iz djela                                                                          | Dolores Grmača i Marijana Horvat | 2019.  |
| 3    | Ivan Frano Jukić                                               | Izabrana djela                                                                          | Ivan Lovrenović                  | 2017.  |
| 4    |                                                                | Hrvatska usmena književnost Bosne i Hercegovine: lirika, epika, retorika                | Marko Dragić                     | 2006.  |
| 5    |                                                                | Hrvatska usmena književnost Bosne i Hercegovine: proza, drama i mikrostrukture          | Marko Dragić                     | 2005.  |
| 6    |                                                                | Hrvatska književnost Bosne i Hercegovine od XIV. do sredine XVIII. stoljeća             | Ivo Pranjković                   | 2005.  |
| 7    |                                                                | Hrvatska književnost Bosne i Hercegovine od sredine XVIII. do konca XIX. stoljeća       | Marko Karamatić                  | 2006.  |
| 8    |                                                                | Hrvatska književnost Bosne i Hercegovine u drugoj polovici XIX. i početkom XX. stoljeća | Šimun Musa                       | 2005.  |
| 9    |                                                                | Hrvatska književnost Bosne i Hercegovine koncem XIX. i prve polovice XX. stoljeća       | Miloš Okuka                      | 2005.  |
| 10   |                                                                | Hrvatska književnost Bosne i Hercegovine u prvoj polovici XX. stoljeća                  | Šimun Musa                       | 2008.  |
| 11   |                                                                | Hrvatska književnost Bosne i Hercegovine u XX. stoljeću                                 | Rajko Glibo                      | 2006.  |
| 12   |                                                                | Hrvatska književnost Bosne i Hercegovine u XX. stoljeću                                 | Šimun Musa                       | 2008.  |
| 13   | Silvije Strahimir Kranjčević                                   | Izabrane pjesme                                                                         | Enver Kazaz i Josip Baotić       | 2007.  |
| 14   | Silvije Strahimir Kranjčević                                   | Pjesnička proza, kritika, pisma                                                         | Josip Baotić i Enver Kazaz       | 2007.  |
| 15   | Tugomir Alaupović Ante Neimarević Štefanija Jurkić Ljubo Hrgić | Izbor iz djela                                                                          | Mato Mrkonjić                    | 2010.  |
| 16   | Tin Ujević                                                     | Riđokosi mesije: poezija                                                                | Mile Stojić                      | 2008.  |
| 17   | Tin Ujević                                                     | Predigra bure: proza                                                                    | Mile Stojić                      | 2008.  |
| 18   | Ivo Andrić                                                     | Prokleta avlija                                                                         | Ivan Lovrenović                  | 2007.  |
| 19   | Ivo Andrić                                                     | Na Drini ćuprija                                                                        | Ivan Lovrenović                  | 2007.  |
| 20   | Ivo Andrić                                                     | Travnička hronika                                                                       | Ivan Lovrenović                  | 2007.  |
| 21   | Ivo Andrić                                                     | Pripovijetke                                                                            | Ivan Lovrenović                  | 2007.  |
| 22   | Antun Branko Šimić                                             | Pjesme                                                                                  | Vlado Pandžić                    | 2009.  |
| 23   | Antun Branko Šimić                                             | Proza I                                                                                 | Vlado Pandžić                    | 2009.  |
| 24   | Antun Branko Šimić                                             | Proza II                                                                                | Vlado Pandžić                    | 2009.  |
| 25   | Ilija Jakovljević                                              | Proza i poezija: (izbor)                                                                | Šimun Musa                       | 2011.  |
| 26   | Jakša Kušan                                                    | Jedan život: pjesme, pripovijetke, putopisi, komedije                                   | Vjekoslav Boban                  | 2009.  |
| 28   | Nikola Šop                                                     | Pjesme, drame                                                                           | Branimir Donat                   | 2006.  |
| 29   | Nikola Šop                                                     | Proze                                                                                   | Branimir Donat                   | 2006.  |
| 30   | Nikola Šop                                                     | Pisma                                                                                   | Branimir Donat                   | 2006.  |
| 31   | Stanislav Šimić Vladimir Jurčić                                | Izabrana djela                                                                          | Vlado Pandžić                    | 2009.  |
| 37   | Ilija Ladin                                                    | Pjesme                                                                                  | Perina Meić                      | 2016.  |
| 38   | Vitomir Lukić                                                  | Romani                                                                                  | Antun Lučić                      | 2010.  |
| 39   | Vitomir Lukić                                                  | Pripovijetke i novele                                                                   | Antun Lučić                      | 2010.  |
| 40   | Vitomir Lukić                                                  | Pjesme, druge proze                                                                     | Antun Lučić                      | 2010.  |
| 45   | Anđelko Vuletić                                                | Pjesme                                                                                  | Miroslav S. Mađer                | 2014.  |
| 46   | Anđelko Vuletić                                                | Romani I                                                                                | Miroslav S. Mađer                | 2014.  |
| 47   | Anđelko Vuletić                                                | Romani II                                                                               | Miroslav S. Mađer                | 2014.  |
| 53   | Veselko Koroman                                                | Pjesme                                                                                  | Miroslav Palameta                | 2014.  |
| 54   | Veselko Koroman                                                | Proza I                                                                                 | Miroslav Palameta                | 2014.  |
| 55   | Veselko Koroman                                                | Proza II                                                                                | Miroslav Palameta                | 2014.  |
| 71   | Jozefina Dautbegović                                           | Pjesme, priče                                                                           | Enver Kazaz                      | 2017.  |

## Vanjske poveznice
- Hrvatska književnost Bosne i Hercegovine u 100 knjiga, Biskupijska knjižnica Varaždin, library.foi.hr